# Tympanoptera angustissima
Tympanoptera angustissima är en insektsart som beskrevs av Heinrich Hugo Karny 1924. Tympanoptera angustissima ingår i släktet Tympanoptera och familjen vårtbitare. Inga underarter finns listade i Catalogue of Life.